# Vasilij Bikov (patruljna ladja)
Vasilij Bikov (rusko Василий Быков, latinizirano: Vasiliy Bykov) je patruljna ladja razreda Bikov (Projekt 22160) Ruske vojne mornarice in vodilna ladja tega razreda. Njegov gredelj je bil položen 26. februarja 2014 v ladjedelnici Zelenodolsk, Tatarstan, Rusija, splavljen pa je bil 28. avgusta 2017. Vasilij Bikov je bil predan vojni mornarici 20. decembra 2018 v Novorosijskem mornariškem oporišču in je postal del Črnomorske flote. Ladja je poimenovana po heroju Sovjetske zveze kontraadmiralu Vasiliju Ivanoviču Bikovem.
Ladja je 24. februarja 2022 na prvi dan ruskega napada na Ukrajino leta 2022 skupaj z gardno raketno križarko Moskva napadla Kačji otok. Spopad se je končal z ruskim prevzemom Kačjega otoka. Ukrajinska vlada je sprva trdila, da je bilo vseh trinajst ukrajinskih graničarjev ubitih, medtem ko je rusko ministrstvo za obrambo sporočilo, da se je 82 ukrajinskih vojakov na otoku prostovoljno predalo in bilo odpeljanih v Sevastopol. Vojaki so bili izpuščeni v izmenjavi ujetnikov 24. marca 2022.
Junija 2022 je bil Vasilij Bikov prvič opremljen s samostojnim bojnim modulom za zračno obrambo Tor-M2KM, nameščenem na helikopterskem vzletišču.